# Кула West 65
Кула West 65 (енгл. West 65 Tower) је четрдесетоспратни облакодер.

## Локација
Кула се налази у Блоку 65, у оквиру стамбено-пословног комплекса Wест 65 на Новом Београду, који је оивичен улицама Булевар хероја са Кошара, Омладинских бригада и улицом Тошин бунар. У близини куле налазе се насеља као што су Wellport, Zepter и B&P exing, као и насеља Савада, А блок и Белвил.
Кула је од центра Београда удаљена 4,5 km, док се од аеродрома Никола Тесла Београд налази на 9 km.

## Опште карактеристике
Кула West 65 је други највиши облакодер у Београду и Србији и један од највиших у региону, а гради га интернационална грађевинска компанија PSP-Farman Holding. Са изградњом се почело у августу 2018. године, а планиран датум за завршетак радова је јул 2021. године. Кула је висине 155 метара и има 40 спратова у стамбене и пословне сврхе.
Након почетка изградње, 2018. године изграђена је подземна гаража испод куле са 333 паркинг места. Станови у кули се крећу од 40 m² до 410 m², а има их 294. У оквиру зграде налази се спа центар, биоскоп, теретана и друго. Поред куле налази се тржни центар под називом „West 65 Mall”. Кула је са осталим објектима у насељу повезана пешачким улицама.
Априла 2021. године завршено је постављање стаклене фасаде, касније током године почело је усељавање.